# Gebrinius

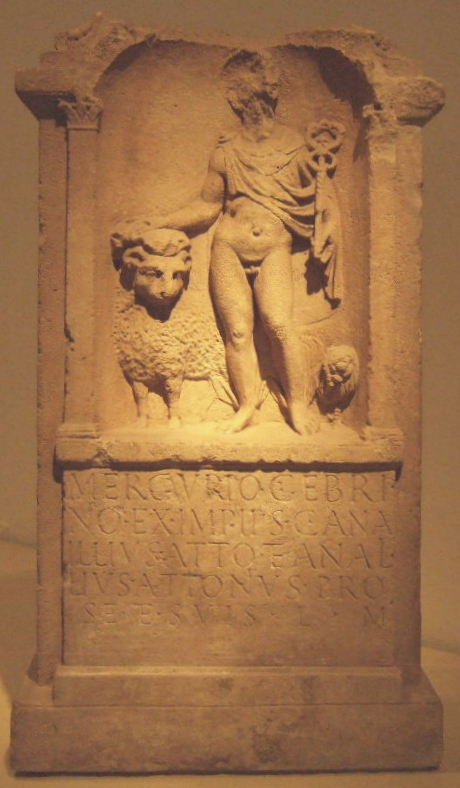
Altar für Mercurius Gebrinius, Nesselhauf Nr. 190

Gebrinius war ein Gott, der im römischen Bonn verehrt wurde. Nach der Interpretatio Romana wurde er mit Mercurius gleichgesetzt. Sowohl eine einwandfreie keltische wie auch eine germanische Deutung des Namens kann wegen der unsicheren Etymologie nicht vorgenommen werden.

## Überlieferung
Unter dem Münster in Bonn (Bonna, römische Provinz Germania superior) wurden nach 1920 bei archäologischen Untersuchungen zehn römerzeitliche Weihesteine gefunden, die dem Mercurius Gebrinius gewidmet sind.
- Nesselhauf Nr. 186: AE 1931, 26 Deo Merc[u]/rio Gebrinio Aurelius / Perula p(raepositus?) p(ortus?) L(irensis?) / rip(a)e Rheni leg(ionis) / I M(inerviae) templum / [?]
- Nesselhauf Nr. 187: AE 1930, 31 Mercurio / Gebrinio / Adnamatius / Dubitatus / mi[l(es)] leg(ionis) I M(inerviae) / [?]
- Nesselhauf Nr. 188: AE 1931, 27 Deo Mercurio Gebrin(io) / C(aius) Victorius / Liberalis nego/{t}tiator cretarius v(otum) s(olvit) l(ibens) m(erito)
- Nesselhauf Nr. 189: Mercurio Gebri/nio Amandini / Similis et Ianua/rius v(otum) s(olverunt) l(ibentes) m(erito)
- Nesselhauf Nr. 190: Mercurio Gebri/nio ex imp(erio) ips(ius) C(aius) Ana/illius Atto et Anail/lius Attonius pro / se et suis l(ibentes) m(erito)
- Nesselhauf Nr. 191: Mercurio Gebri/nio M(arcus) Cu[3]o/nius Vict[o]r / pro se et su[is] s(olvit) l(ibens) m(erito)
- Nesselhauf Nr. 192: Mercurio / Gebrinio / L(ucius) Manius / Sacer / v(otum) s(olvit) l(ibens) m(erito)
- Nesselhauf Nr. 193: Me[rcurio] / Gebr[i]n[io] / L(ucius) Paccius / Paris / v(otum) s(olvit) l(ibens) l(aetus) m(erito)
- Nesselhauf Nr. 194: Deo Mercurio Gebr/innio(!) Marcus Ulpi/[u]s Gratus votum / [so]lvit libens merit/[o] pro se et suis om/nibus
- Nesselhauf Nr. 195: [Merc]urio / [Gebr]inio / [3]niu[s]

Vom selben Heiligtum stammen auch mehrere Weihesteine an die Matronae Aufaniae, mit denen Gebrinius in engem Zusammenhang gesehen wird.

## Deutung
Da auf einigen Weihesteinen ein Widder abgebildet ist, wird der Name zu Gallisch gabros »Widder« gestellt. Diese Deutung wird von der modernen Forschung bevorzugt. Auch „Ziegenbock“ wurde genannt
Siegfried Gutenbrunner zog dagegen Altnordisch gífr »Unhold« hinzu und deutete den Namen als *Gebriniaz »Herr der Unholde« und sah in ihm wenig befriedigend Odin als Anführer der Wilden Jagd.